# Mesogona oxalina
Mesogona oxalina là một loài bướm đêm trong họ Noctuidae.